# تومب ريدر (لعبة فيديو 2013)

الغلاف الخلفي للعبة تومب رايدر المخصصة لإصدار اللعبة في الشرق الأوسط

لصة القبور (بالإنجليزية: Tomb Raider)‏ وتُنطق «تومب ريدر» هي لعبة فيديو من نوع أكشن-مغامرات منصات. نشرت بواسطة سكوير إنكس، تومب رايدر هي الأصدار الخامس في سلسلة « تومب رايدر » من تطوير كريستال دينامكيس، والإصدار الأول في سلسلة تومب رايدر الجديد، اللعبة ريبوت للسلسلة وتركز على إعادة بناء أصول بطلة اللعبة المشهورة لارا كروفت. صدرت اللعبة في 5 مارس 2013 على ويندوز، بلاي ستيشن 3، إكس بوكس 360 مع دعم كامل للغة العربية.
حصلت تومب رايدر على إشادة عالمية، النقاد مدحوا رسومات اللعبة وطريقة اللعب وأداء كاميلا لودينجتون كلارا كروفت. كثير من الانتقادات وجهت إلى طور التعاوني في اللعبة والتي شعر الكثيرين أنه لم يكن ضروري. باعت اللعبة مليون نسخة في الثماني وأربعين ساعة الأولى من إطلاقها، و3,5 مليون نسخة حول العالم إلى الآن.

## القصة
تدور أحداث القصة حول الشابة «لارا كروفت» التي تبلغ من العمر 21 عام بحيث تذهب في أول رحلة لها على متن سفينة «الانديورانس» خارج ساحل اليابان مع الكابتن «كونراد روث»، ولكن تهب عاصفة قوية جدا تشق السفينة إلى نصفين وتسقط لارا على شاطئ جزيرة استوائية تسمى مثلث التنين، وسيكون على لارا البحث عن الناجين من السفينة والبحث عن الطعام والشراب حتى تستطيع البقاء على قيد الحياة، ولكن الجزيرة لم تكن مليئة بالحيوانات فقط ولكن أيضا كان بها مرتزقة يريدون قتل لارا وبقية أصدقائها الناجين من تحطم السفينة.

## الشخصيات في اللعبة

لارا كروفت ومعها عتادها، المسدس والفأس والسهم.

| الشخصية    | معلومات                                                                                       |
| ---------- | --------------------------------------------------------------------------------------------- |
| لارا كروفت | بطلة اللعبة تذهب في بعثتِها الأولى للخارج على متنِ سفينة وذلك للبحث عن مملكةِ ياماتاي اليابانية. |
| كونراد روث | صديق قديم لعائلةِ لارا وبحّار ملكيّ سابق.                                                        |
| سامانثا    | أعزّ صديقة للارا ومصوّرة المجموعة.                                                              |
| راياس      | ميكانيكية السفينة.                                                                            |
| د. ويتمان  | عالم آثار مشهور مُستميت على استكشاف شيء ذي أهمّية كبيرة والخروج من قاع الإفلاس.                 |
| أليكس      | مختص حاسب.                                                                                    |
| جونا       | صيّاد وطباخ                                                                                    |
| غريم       | الملقّب بالمتجهّم وهو القائد                                                                    |
| ماثياس     | زعيم السولاري المسيطرة على الجزيرة                                                            |
| فلاديمير   | قائد جولة قرية الجبل                                                                          |

## التطوير
بعد نهاية جزء (تومب رايدر: أندر ورلد) تم تقسيم فريق العمل إلي قسمين أحدهما يقوم بتطوير الجزء التالي من السلسلة وهو الجزء الموجود بين أيدينا الآن، أما الفريق الأخر فكان غايته هو تطوير جزء سريع للربح وهو الجزء المعروف باسم (لارا كروفت آند ذا جارديان أوف لايت)، وفي نوفمبر 2012 قامت شركة (سكوير إنكس) بحفظ التجارية (A Survivor is Born) وفي 6 ديسمبر 2012 أعلنت شركة المربع عن الجزء الجديد كما أعلنت عن أن هذا الجزء قيد التطوير منذ سنتين، ثم أعلن أن استوديوهات (كرستال دينامكس) ستكون هي المسئولة عن تطوير اللعبة ثم صرح رئيس الأستوديو السيد (داريل غالاغر) قائلا على اللاعبين أن ينسوا كل شيء حول لعبة تومب رايدر فهذا الجزء سيعود إلي أصول لارا، ومن المعروف أن هذا الجزء سيعمل على نفس محرك الجزء السابق ولكن الجزء الأكبر من اللعبة سيبنى على محرك (كريستال إنجين) الذي أختلقه أستوديو التطوير.
وفي 3 يونيو 2011 تم نشر مقطورة تقول بأن موعد العرض القادم سيكون في الربع الثالث من عام 2013، وفي يناير 2013 تم الرد على سؤال حول إمكانية صدور اللعبة علي منصة (وي يو) حيث قال السيد (كارل ستيوارت) بأنه لا توجد نية لصدور اللعبة على هذه المنصة، وفي مايو 2012 أعلن رئيس أستوديو التطوير بأن اللعبة سيتأخر صدورها إلي ربيع 2013، وفي 31 مايو 2012 تم إصدار مقطورة توضح جزء كبير من الجيم بلاي، ومن ثم في معرض «أي ثري» تم نشر العرض الذي يستعرض الجيم بلاي ومدي التفاعل مع البيئة المحيطة ومنظور الخلسة واستخدام القوس والسهم وكيفية الهبوط بالمظلات، وخلال معرض (EuroGamer Expo 2012) المقام بلندن في 8 ديسمبر 2012 تم إصدار مقطورة أخري للعبة ومن ثم تم تحديد موعد صدور اللعبة في مارس 2013.

## أساسيات اللعبة
- منظور الاستكشاف أو مايسمى بـ (الغريزة): إن منظور الاستكشاف مهم في اللعبة فهو يساعدك على تحديد الأشياء التي يمكنك تفحصها، مثل أن يحدد لك موقع البراميل التي عليك أن تقوم بتفجيرها، لذلك من المهم أن تقوم باستخدام هذا المنظور ليساعدك على تحديد موقع هذه الأشياء الهامة ويكون ذلك بالضغط على مفتاح LB.
- المفاتيح التفاعلية: هذه المفاتيح تظهر لك فجأة وعليك أن تقوم بالضغط عليها بمجرد أن تظهر على الشاشة، إن أي خطأ في الضغط على المفاتيح التي تظهر سوف يجعلك تفشل في مهمتك، والمفاتيح يتم العامل معها حسب الوضع الذي أنت فيه ربما تكون أثناء انزلاقك أو أثناء تفاديك لسقوط ما.
- الخريطة: إن الخريطة في اللعبة لها فائدة كبيرة فهي تحدد موقعك ونحن سوف نسعى في حلنا لوضع الإحداثيات التي عليك أن تتواجد فيها حتى تكون قادر على الوصول دون عناء البحث، بما أن اللعبة تعتمد على المناطق المفتوحة فمن الصعب أن يتم ذلك على الطريق بالاتجاهات فقط أي اذهب يمين واستمر في التقدم ثم اتجه يميناً هذا لن يساعد أبداً، ولن يجعلك تصل للمكان الصحيح، لذلك اعتمدنا على إحداثيات الخريطة، سترى من خلال تفحصك الخريطة UTM وN وبجانبهم الإحداثية التي تحدد الموقع تماماً لذلك سوف اعتمد في الحل الكامل على وضع إحداثية المكان الذي عليك أن تذهب إليه لتجد المقتنية التي تبحث عنها وبالتالي لن تشعر بعناء البحث أو حتى أنه لن يفوتك أي مقتنية في المرحلة التي بدأت مغامرتك بها، يمكنك أن تقوم بالتكبير والتصغير وذلك بالضغط على مفتاح LT، في الحقل اليميني قائمة للمقتنيات في المرحلة الحالية فهنا يمكنك أن تعرف فيما إذا كنت قد حصلت على جميع المقتنيات أم لا، كما أنه سيظهر بعض الإشارات المرموزة بإشارة استفهام وهي المقتنيات الموزعة في المنطقة، فقط يمكنك أن تقوم بالإشارة على هذه الرمز الذي ظهر فيصبح لونه أزرق وبالتالي سيدلك على موقعه ففي حال قمت بالضغط على مفتاح LB سيتم تحديد الموقع وهذا الأمر سوف يساعدك على الوصول إلى هناك دون أي عناء في البحث.
- معسكر القاعدة: هذا الموقد يساعد لارا على الجلوس بجانبه، فهو بمثابة الراحة لها فيمكنك هنا أن تأخذ قسطاً من الراحة ويمكنك أن تتطلع على بعض القوائم التي تظهر أمامك، فعليك أن تقوم بصيد بعض الحيوانات مثل الأرانب والغزال وحيوانات أخرى مختلفة وتقوم لارا بشواء هذه الحيوانات وأكلها مما يكسبها نقاط المهارة والتي تسمى بنقاط XP، لذلك صيد الحيوانات أمر مهم وبدون زيادة المهارة وقوة لارا سيكون الأمر صعب فيما بعد لأن زيادة قدرات لارا مهم جداً لذلك حافظ على صيد هذه الحيوانات لكي تستفيد من لحمها وهي تعتبر كنقطة حفظ أيضاً سيتم تحميل اللعبة من آخر نقطة وصلت فيها لمعسكر القاعدة.
- الصناديق الخشبية Salvage: هذه الصناديق الخشبية مهمة وستجدها في أرجاء مراحل اللعبة بعضها ظاهر والآخر مخفي، إن الفائدة منها هو جمع بعض الخرداوت والتي تساعدك على صناعة ترقية بعض الأسلحة التي تحصل عليها وأيضاً يمكنك إصلاحها والتعديل عليها، مثل سلاح الفأس يحتاج إلى بعض التعديلات ولايمكنك أن تقوم بترقية أو إصلاح سلاح إلا عن طريق تفحص هذه الصناديق الخشبية وجمع أكبر عدد ممكن من الخرداوت.
- صيد الحيوانات: هناك أنواع مختلفة من الحيوانات حيوانات أليفة وحيوانات مفترسة، سيكون معك أسلحة تستطيع من خلالها إطلاق نار نحو هذه الحيوانات وصيدها، الحيوانات الآليفة لن تهاجمك فيمكنك أن تقوم بصيدها مباشرة، ولكن هناك حيوانات مفترسة مثل الذئاب التي ستقوم بالهجوم عليك بمجرد أن تراك، الأمر يعود إليك في التركيز وإصابة الهدف بسرعة، ومن المهم أن تتفحص جثث هذه الحيوانات وتحصل على قطعة اللحم منها وهي تساعدك على تعبئة طاقتك وزيادة نقاط XP، لاحظ كلما قمت بقتل حيوان سيظهر مؤشر عداد في الجهة اليسارية من الشاشة وهذا مؤشر على زيادة نقاط XP لديك.
- ثمار صالحة للأكل: خلال مغامرتك والبحث بين الأشجار والأعشاب هناك ثمار فاكهة يمكنك أن تقوم بالتهامها، ستساعد على معالجتك وستشفيك من أي أضرار جسدية قد تلقيتها.
- فائدة الشعلة النارية: إن الشعلة النارية لها فائدة كبيرة في هذه اللعبة، إذ يمكن أن تستخدم هذه الشعلة لإنارة الطرق المظلمة، كما أنه يمكنك أن تقوم بإشعال قطع القماش، الصناديق الخشبية والكشف مافي داخلها، يمكنك أن تقوم بإشعال هذه الشعلة عن طريق وعاء معلق تنبعث منه النار.
- استخدام الحبل zip line: هناك بعض الحبال المعلقة والتي يمكنك عن طريقها الإنزلاق للأسفل وبسرعة وذلك بالضغط على مفتاح A فقط، هذه الحبال سوف تساعدك على الوصول السريع بدل من أن تنزل عن طريق الأرصفة والحافات.
- قائمة Gear: ضمن قوائم قاعدة المعسكر ستجد هذه القائمة من خلالها يمكنك أن تقوم بصيانة أسلحتك والتعديل عليها لذلك سيتم عرض ما يتم الحصول عليه من أسلحة ومن ثم يمكنك تعديلها وإصلاحها وهذا الأمر مهم جداً، على سبيل المثال أنت تملك سلاح الفأس مهمته هو كسر الأقفال ربما من خلال استخدامك له كثيراً سوف يفقد كفائته وبالتالي لم يعد له فائدة، ولكن من خلال جمعك قطع الخرداوت من الصناديق الخشبية فيمكنك إصلاحه وإعادته إلى أصله الطبيعي وسيكون وقتها مفيد جداً لك.
- إبطاء الوقت: إن إبطاء الوقت في اللعبة هو أمر مهم جداً فهذا يساعد على إبطاء حركة العدو وبالتالي ستكون فرصتك في إصابته أمر سهل، ولكن لن يطول الأمر فهو سرعان ما سوف يتوقف، لذلك يمكنك أن تستغل هذا البطء لصالحك في قتل أعدائك.
- التسلل: لارا تمتلك مهارات فردية عالية، كما أنها تتمتع بلياقة بدنية عالية، وهي ذكية وجريئة رغم أن هناك بعض المواقف التي ستشعر فيها بالقلق والخوف فهي غريبة في هذه الجزيرة، إلا إن عامل التسلل في اللعبة سيبدو ممتع، يمكنك أن تتسلل خلف عدو ما وتقوم بخنقه ثم قتله، وهذا القتل يسمى بالقتل الصامت، أصبحت لارا تعتمد على ماكان يعتمد عليه القاتل الصامت هيت مان، لذلك استفد من هذا التسلل وحاول أن تقوم بتوفير ذخائرك فبدل من إهدار الذخائر استخدم القتل الصامت.
- السفر السريع: إن قاعدة المعسكر مهمة فهي تتيح لك فرصة ترقية أسلحتك وترقية شخصك وأيضاً يمكنك أن تسافر إلى المعسكرات السابقة التي قمت بزيارتها، إن فائدة السفر السريع أو الانتقال السريع والعودة للمعسكرات السابقة يتيح لك الفرصة في أن تبحث عن المقتنيات التي فاتتك في المرحلة وستكون فرصة كبيرة في أن تعود إلى تلك المراحل والبدء بجولة طويلة في البحث عن هذه المقتنيات، البداية سيكون كل شيء صعب وغير واضح ولكن ما إن تتقدم في اللعبة سوف تفهم كل شيء وستكون وقتها قادر على معرفة مايتوجب عليك عمله.
- تسلق الجدران الصلبة: خلال تقدمك في اللعبة ستحصل لارا على مهارات وأسلحة خاصة تستخدمها في مهماتها لكي تكون قادرة على الاجتياز، فستحصل على سلاح خاص يساعدك على التسلق، فقط بالضغط على مفتاح x وتبدأ، لذلك تسلق هذه الجبال مهم جداً.
- مهارات القفز: إن لارا قادرة على القفز لمسافات بعيدة، وأثناء القفز البعيد سوف تتمسك بالحافة بيد واحدة يمكنك أن تساعدها على التعلق بشكل جيد وذلك بالضغط على مفتاح X، كما أن هناك بعض الأرصفة المرتفعة التي لا يمكنك للارا أن تقفزها من أول مرة، تحتاج إلى الضغط على مفتاح A مرتين.
- سهام الحبل: إن هذا السلاح مهم جداً فهو يساعدك على استخدامه في ربط عمود بآخر موجود في رصيف بعيد فيمكن أن تتعلق عن طريق الحبل الواصل بينهم وتسير وأنت متعلق أو يمكنك أن تنزلق عن طريقه في كان الحبل واصلاً مع العمود الآخر ولكنه متجه للأسفل، فقط كل ماعليك هو الضغط على مفتاح RB ثم إطلاق السهم.
- سلاح البندقية: سلاح البندقية من أفضل الأسلحة التي ستستخدمه لارا ضد أعدائها، وخاصة عندما يكون حارس قريب منك طلقة واحد سوف تسقطه قتيلاً، ولكن الفائدة من هذا السلاح هو قدرته التدميرية، فهناك باب مقفل بألواح خشبية يمكنك أن تستخدم سلاح البندقية لتحطيم الباب الخشبي لكي تكون قادر على الدخول والوصول إلى الأماكن الأخرى.
- سلاح القوس الخاص بالسهام النارية: هذا السلاح سيكون مفيد وستحصل عليه في المرحلة العاشرة، يمكنك أن تستخدم سهامك في حرق الحراس وأيضاً بعض الأكياس التي تحمل صناديق خشبية تحوي الخرداوت التي يمكنك عن طريقها أن تقوم بعملية الترقية وزيادة القوة للارا.[9]

## أسلوب اللعبة
توم رايدر هي لعبة عالم مفتوح تندمج مع نوع المغامرة وكذلك نوع الأر بي جي وأخيرا نوع (لعبة منصات) الخطي، كل هذا يجعل لعبتنا مميزة لأنها تدمج العديد من الأنماط في لعبة واحدة، كما تتميز اللعبة بأفضل نوعية وهي البقاء التي تعتبر جزء كبير من اللعبة وتجعلنا نسعى للنجاة بشكل دائم وخاصة مع روح لارا القوية التي تسعى للنجاة بشكل مذهل جدا، مما يجعلنا نتمنى ان نكون بمثل هذه الروح لننجو من مثل هذه المعوقات، هذا الجزء يعتمد على منظور الشخص الثالث كبقية الأجزاء ولكن بشكل مختلف وبأسلوب مختلف تماما عن الأجزاء السابقة، فالشخصية لا تظهر بشكل كامل وعن بعد ولكنها تظهر بكاميرا قريبة للشخصية مما يجعلها متشابهة لألعاب كثيرة من هذا الجيل، وحتى منظور التصويب يعتبر متغير ورائع جدا بحيث تعتمد لارا على سلاح القوس والسهم الذي يجعلها تصوب من أمام الكتف الأيمن ليجعلك تشاهد الكاميرا بشكل شبه كامل مع تصويب دقيق جدا يشبه الدائرة الصغيرة حتى يتيح لك التصويب بشكل رائع على الأعداء، ومن ضمن الأساسيات الشعلة التي تمسكها لارا والتي نستخدمها بشكل أساسي في إشعال بعض الأماكن واستخدامها في الظلام، كما يمكننا أيضا أستخدم أسلحة الأعداء مثل المسدسات والبنادق والتي تعطينا دائرة مفتوحة كبيرة لنتمكن من التصويب بشكل جيد.
اللعبة كالعادة سوف تستغل إمكانيات لارا الرائعة ولكن هذه المرة لارا فتاة ضعيفة تبدأ حياتها بمواجهة الموت لذلك المهارات ستكون معتمدة على حياتها أو مماتها مما يجعلها تناضل وتغامر في كل قفزة وكل خطوة تخطوها، فسوف نجد أن اللعبة تعتمد على جوانب القفز والتسلق بشكل كبير والتي تضع لارا في خطر بشكل دائم مثل قفزتها الكبيرة والتي تجعلها تستخدم الفأس حتى تمسك بالصخور لذلك سوف نشهد التفاعل مع الأزرار في مواقف اللعبة الخطرة والصعبة حتى تجعلنا نساعد لارا وننقذها وهذا معتمد على سرعة اللاعبين وقوة ملاحظتهم وتفاعلهم مع الأزرار، اللعبة في البداية ستعتمد على النجاة والتوتر للاعبين بحيث ستكون سريعة في أحداثها لتجعلنا نشعر برهبة منها وبروعة ما نفعله حتى ننجو مع لارا وكأننا نعيش هذه المغامرة ونشعر بروحها وذلك حتى تبدأ اللعبة الحقيقية في المواجهة والخوف.
بعد نجاة لارا واستقرارها على الجزيرة فلن تجد راحة أبدا بسبب وجود قراصنة على الجزيرة قاموا بخطف أصدقائها ومحاولة التعدي عليها، لذلك قامت الشركة بزيادة الأساليب في اللعبة لتجعلنا نستمتع باللعبة من كل الجوانب، ومن ضمن هذه الأساليب اعتماد البطلة على نمط التسلل والخلسة بحيث يمكننا استخدام هذا الأسلوب في التخلص من الأعداء وقتلهم خلسة بدون لفت الانتباه، كما يمكن أن نتسلل من خلف الأعداء بدون أن تشعر بنا حتى نفاجئهم بشكل أخر مثل إسقاط الأبراج عليهم أو حرقهم وغيرها من أساليب استخدام البيئة في قتل الأعداء، كما أن اللعبة تعتمد على نظام التغطية بحيث يسمح للبطلة للتنقل بين التغطيات كتسلل من خلف الأعداء أو للاحتماء من الأعداء ثم التصويب عليهم بدون أن نتعرض للكثير من الضرر، وكما تحدثنا عن استغلال البيئة في قتل الأعداء مثل تفجير البراميل بالقرب منهم واستخدام أسلحتهم مع سحب الأبراج بالقوس والسهم حتى تنهار على الأعداء.
اللعبة سوف تعتمد على نقاط «أكس بي» من القتل الصحيح والدقيق مثل التصويب على الرأس أو قتل أكثر من عدو بضربة واحدة أو تفجير مكان به أعداء، ونقاط الأكس بي ستكون مفيدة في اللعبة والتي تجعلنا نقوم بترقية مواد اللعبة والأسلحة وأيضا مهارات لار حتى تتحسن ونستطيع أنجاز المغامرات بها، أيضا اللعبة ستعتمد على العالم المفتوح وخريطة كبيرة تجعلنا نتقدم من مكان إلى أخر وذلك يمنح اللعبة أفضلية في المتعة، فاللعبة ستعتمد على بعض المواد للنجاة ومنها مواجهة وحوش البيئة والصيد منها حتى تستطيع لارا أن تأكل وتنجو، لذلك من المهم جدا أن نقوم بتجميع المواد المفيدة من البيئة التي تساعد على النجاة وعلى الحفاظ على الصحة، كما ستعتمد اللعبة على بعض الكنوز المتواجدة بالمقابر المتناثرة على الخريطة والتي تحتاج إلى تركيز في البحث عنها وحل الألغاز الخاصة بها.
أيضا تم إضافة ميزة في اللعبة لتجعلنا نتعرف على مفاهيم اللعبة وماذا نفعل وأين نذهب وهذه الميزة الجديدة تدعى غريزة البقاء، فالبطلة لارا عندها ميزة جديدة تستشعر بها كل شيء مثل معرفة أماكن التسلق على الجدران وأماكن المواد التي نحتاجها وأيضا معرفة الطريق وأماكن الكنوز، ومع ذلك فأن غريزة البقاء ستكون مهمشة في بعض الأحيان بسبب أن كل شيء واضح في اللعبة ومع متعة البحث أكثر من سهولة استخدام غريزة تعرفنا ما علينا فعله، ولكن علينا أن نعرف أنها ستكون مهمة في تحديد مواد اللعبة التي يفضل جمعها من أجل النجاة، كما يجب أن نعلم أن اللعبة ستكون مدبلجة للغة العربية مما يجعلنا لأول مرة نستمتع بإحداث اللعبة ونفهمها بشكل جيد جدا.

## تعدد اللاعبين
في 8 يناير 2013 تم الإعلان رسمياً عن طور تعدد اللاعبين خلال الحلقة الرابعة من The Final Hours of Tomb Raider والتي صدرت على اليوتيوب. تم إنتاج الطور من قبل أستوديو التطوير الكندي (إيدوس إنتراكتيف) المعروف بتطويره لعبة (ديوس إكس: هيومن ريفوليوشن)، وعلي حسب قول المطورين فأن اللعبة ستضمن ثلاث أنواع من طور تعدد اللاعبين مثل اللعب في خمسة خرائط منفصلة ومختلفة بالإضافة للعب في قصة اللعبة ولكن مع الأصدقاء حيث يكون هناك فريق من الأعداء مكون من أربع أعداء وفريق أخر من الناجين مكون من أربعة من الباقين علي قيد الحياة وسيكون عليك أما قتل الناجين أو جلب الإمدادات الطبية لبعض النقاط الموجودة علي الخريطة، وسيكون علي الناجين صنع الفخاخ أو تنشيط بعض الأماكن علي حسب الخريطة.

## الأصوات
علي مدي أربع أعوام استمتعنا بصوت الممثلة (كيلي هاويس) التي كانت تؤدي صوت لارا كروفت وكان أخر دور لها هو لعبة (لارا كروفت آند ذا جارديان أوف لايت)، واليوم نحن مع جزء جديد وممثلة جديدة تدعي (كاميلا لودينجتون) وهو الخبر الذي أعلن عنه في 26 يونيو 2012 , ومن ثم تم الإعلان عن اسم الممثلة العربية (نادين نجيم) التي ستؤدي صوت البطلة باللغة العربية، كما قام فريق التمثيل بتأدية الأصوات بشكل رائع مع أصوات البيئة والطبيعة الرائعة جدا والتي تجعلنا نشعر بطبيعة اللعبة وواقعيتها من أصوات أنفجارات أو حيوانات وعصافير تغرد في الغابة وأيضا أصوات أطلاق النار.
عندما نتحدث عن الموسيقي التصويرية فلابد من العودة إلي العرض الذي تم نشره في 21 ديسمبر 2010 والذي آلفه الملحن الرائعة (ألكسندر ديميتريفيتش) لذلك أعتقد الجميع أن ملحن اللعبة سيكون هو أليكس، ولكن بعد مرور ستة أيام أعلن مدير التطوير (كارل ستيوارت) بأن السيد أليكس هو ملحن المقطورة فقط ولكنه لم يقوم بتلحين اللعبة، وفي يونيو 2011 تم تأكيد الخبر بأن السيد أليكس لم يقوم بتلحين اللعبة بل فقط المقطورات التي يتم عرضها، وفي 17 أكتوبر أعلن المصمم (جاك غريللو) بأن الشركة تسعي للتعاقد مع ملحن غير متوقع وله سمعة طيبة في التلحين، وفي المقطورة الأخير التي صدرت بعنوان (الساعات الأخيرة من تومب رايدر) أعلن بأن الملحن سيكون (جيسن القبور) وسيعتمد جيسن علي الموسيقي الكلاسيكية لكلا من (بروكوفييف-تشايكوفسكي) وكذلك موسيقي الاوركسترا وستكون هذه الموسيقي هي عبارة عن لحظات الألم والقلق والندم والخوف وغيرها من الأحاسيس التي تمر بها لارا كروفت عبر أحداث اللعبة.

## تقييم اللعبة/رأي النقّاد
حصلت تومب رايدر على إشادة عالمية، النقاد مدحوا رسومات اللعبة وطريقة اللعب وأداء كاميلا لودينجتون كلارا كروفت. كثير من الأنتقادات وجهة إلى طور التعاوني في اللعبة والتي شعر الكثيرين انه لم يكن ضرورية.
| الموقع         | التقييم  | الرأي |
| -------------- | -------- | --- |
| Game Informer: | (93/100) | “لا تدع تعدد اللاعبين العادي سبباً لإبعادك عن ما هي واحدة من أفضل تجارب مغامرات الأكشن التي لعبتها حتى الآن.” |
| IGN:           | (91/100) | “تومب ريدر مكتوبة بشكلٍ ممتاز، متعاطفه، مثيرة، جميلة وهي ببساطة مذهلة بجودة انتاجها.” |
| Polygon:       | (90/100) | “من السهل الإشارة إلى الطرق العديدة التي تستعير بها تومب ريدر نقاطاُ وأقسام من ألعابٍ أخرى شهيرة خلال السنين الخمس الماضية، لكن الأستوديو المنتج كريستال داينامكس تمكّن من جمع نقاط القوة اليائسة هذه إلى شيءٍ واحدٍ مذهل. تجربة سينمائية لكن مفتوحة، شديدة لكنها مرتاحة، منعشة بتجديدها وأيضاً مصقوله.”     |
| Edge:          | (80/100) | “إن كانت ترتجف من البرد أو تحرق خمس رجال بسهمٍ متفجر، لا زالت هذه هي لارا كروفت، واحدة من أكثر شخصيات الألعابا تميزاً — والآن تملك شخصيةً تمتد خارج حدود مظهرها الخارجي. إذا كان الهدف من إعادة التقديم هذه هو إعادة تعرف الشخصية وإعدادها للمستقبل، إذاً فقد نجحوا بإبهار في ذلك.”                        |
| Eurogamer:     | (80/100) | “تحت كل الإزعاج هناك قصةٌ تصرخ لِأحدٍ ليسمعها، وهناك لحظاتٌ من الجمال الباهر، صفاء وشَفَقَة تقاتل للفت الانتباه. اللعبة تتحسن مع الاستمرار بالقصة، وعلى الرغم من الإلهائات فإن الساعات الأخيرة القليلة ممتعةٌ في اللعب. في وسط هذا كله هناك شخصيةٌ مذهلة، تزال متميزة لكنها أكثر بشرية ومصداقية من أي وقتٍ مضى.” |

## وصلات خارجية
- تومب رايدر على موقع IMDb (الإنجليزية)
- تومب رايدر على موقع كينوبويسك (الروسية)

- الموقع الرسمي
- العرض الرسمي للعبة . على يوتيوب
- عرض طريقة العب . على يوتيوب